# バリャドリッド大学

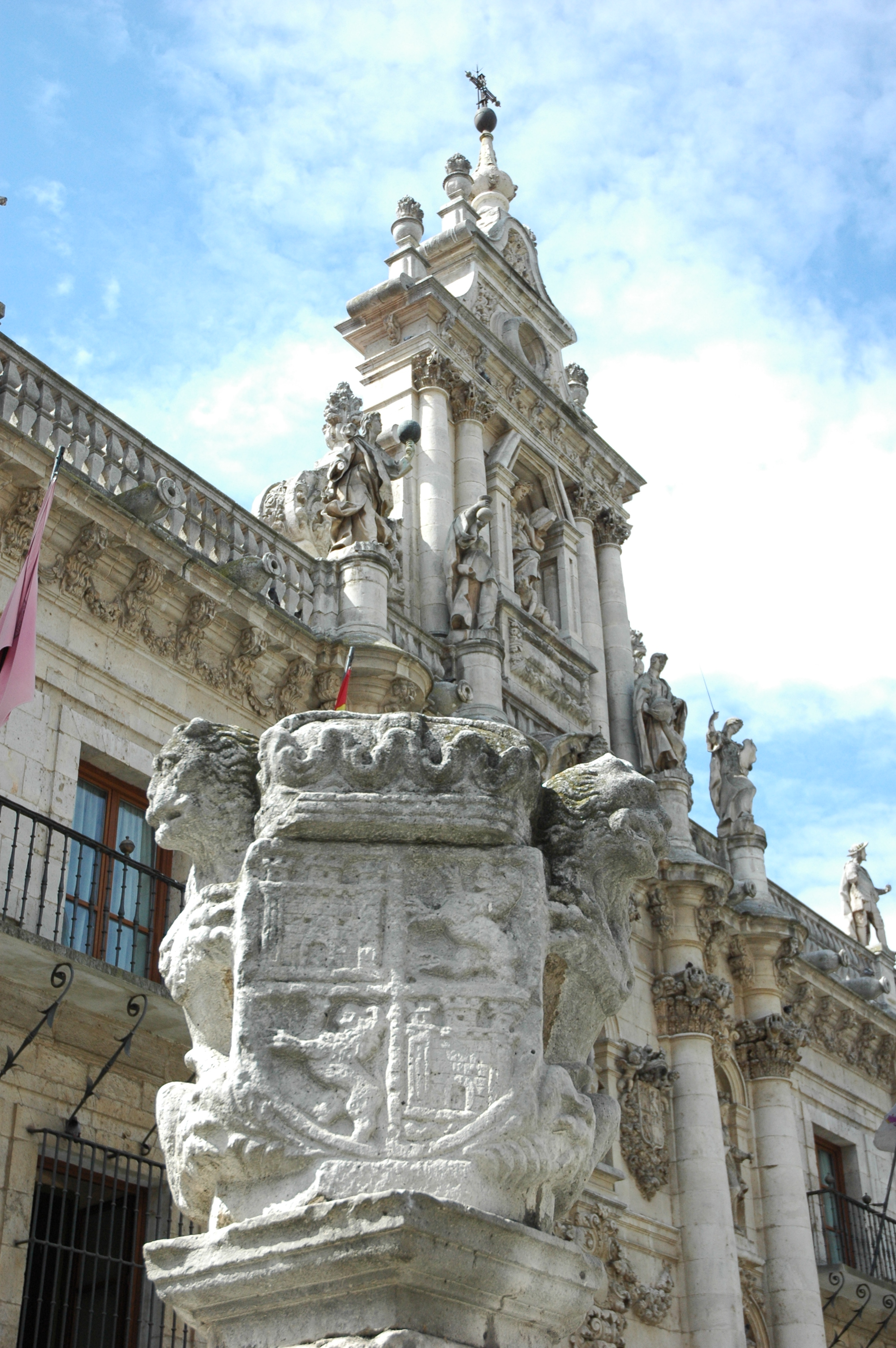

バリャドリッド大学（スペイン語: Universidad de Valladolid、略称：UVa）は、スペイン・カスティーリャ・イ・レオン州バリャドリッド県バリャドリッドに本部を置く公立大学。1241年創立の中世大学であり、世界有数の歴史を持つ大学である。キャンパスはバリャドリッドのほか、パレンシア県パレンシア、ソリア県ソリア、セゴビア県セゴビアにもある。約2万6000人の学部生、約2300人の教員が在籍している。

## 歴史
1208年から1212年まで、カスティーリャ王アルフォンソ13世によって設立されたパレンシア大学があった。パレンシア大学が閉鎖された後、1241年にバリャドリッド大学が設立された。

## 学部
バリャドリッド・キャンパス
ウエルタ・デル・レイ・キャンパス、中央キャンパス、リオ・エスゲバ・キャンパスに分かれている。
- 理学部
- 経済学・経営学部
- 法学部
- 教育学・社会労働学部
- 哲学・文学部
- 医学部

パレンシア・キャンパス
- 労働科学部

ソリア・キャンパス
- 翻訳・通訳学部

セゴビア・キャンパス
- 社会科学・司法・コミュニケーション科学部